# Quadragesima
Quadragesima (скор. QG, КвДж, укр. Квадраджесіма) — український музичний гурт. Колектив гурту визначає свій стиль як оригінальний гітарний брейкбіт, тобто виконання сучасної електронної музики за допомогою класичних рок-н-рольних інструментів.

## Історія
Гурт Quadragesima був створений у Києві наприкінці 1998 року з музикантів різних столичних проєктів. Головна ідея створення колективу — використати досягнення та підходи електронної музики у музиці, що виконується живцем та на звичайних «живих» інструментах (барабани, гітари, голос тощо).
Протягом 1998–2002 років команда експериментувала з різними напрямками (трип-хоп, джангл, брейкбіт, рок), вела пошуки власного саунду, співпрацювала з багатьма музикантами. У цей період було стабілізовано склад гурту та сформована музична концепція Квадраджесіми, яка полягає в грув-орієнтованій подачі матеріалу, нестандартному вирішенню саунду та електронному лаконізмі аранжувань.
Восени 2000-го було відіграно всього два концерти: один з «Cool Before», а другий з гуртом Димна суміш, на якому познайомились з майбутнім продюсером «Квадраджесіми» — Борісом Гінжуком (нині працює із гуртом «Бумбокс»).
У період 2001–2004 рр. гурт активно гастролює по Україні, виступаючи у клубах та на великих майданчиках, видає 2 відео на пісні «Танцюєш ти», та «Урбанаджангла» (режисер — Віктор Придувалов) що активно ротуються каналом Enter Music, отримує схвальні відгуки та рецензії багатьох друкованих та інтернет-видань, а головне — здобуває велику армію прихильників стилю QG, і не тільки в Україні. У 2003–2004 роках команда з успіхом виступає на фестивалі «ВДОХ» та у клубах м. Москва, співпрацюючи з лейблом «ВДОХ», а наприкінці 2004 року проводить серію дуже вдалих виступів у таких містах Польщі як Варшава, Гдиня, Гданськ, що надихає команду на подальше просування своєї музики на захід.
На початку 2005 року на студії Олега «Білого» Шевченко (White Studio) (колишнього звукорежисера ВВ) команда розпочинає запис довгоочікуваного усіма прихильниками дебютного альбому. В процесі роботи гурт залишає засновник і вокаліст Юрій Слободяник і на його місце терміново приходить «Шеша» з яким «КвДЖ» і записує дебютний альбом, який стає справжнім вибухом сучасної української музичної сцени. Альбом «Cosmo» виходить наприкінці 2005 року і гурт одразу вирушає в промотур містами країни. У квітні 2006 року відбувається знімання відео на пісню «Азбука Морзе».

## Склад гурту
- Володимир Ващенко — вокал. Раніше співав у гурті «ХВК».
- Олексій Устінов, «Алекс» — гітара, ефекти, бек-вокал. Композитор і текстовик. Разом з Юрієм Слободяником заснував гурт «Квадраджесіма». Раніше грав у групі «Urlaland»;
- Денис Ямбор, «Бамбр» — бас-гітара, ефекти. Аранжувальник. Приєднався до гурту у серпні 2001 р. Раніше грав у луганських гуртах «Великолепный Жора» і «X-Base»;
- Анатолій Іванін — барабани.

## Колишні учасники
- Юрій Слободяник, «Urri» — вокал, перкусія. Засновник гуртів «Urlaland» і «Quadragesima», текстовик. Залишив «КвДж» у лютому 2005 року. Нині вокаліст та засновник гурту «Intellect», (Київ).
- Олександр Зленко, «Полярник» — барабани. Учасник гурту з лютого 2001 р. Залишив «QG» у 2007 році.
- Олексій «Шеша» — вокал, звуки, перкусія. З'явився у березні 2005 року. Довгий шлях музичного і духовного самовдосконалення, а також мандри по різних країнах призвели до зустрічі з «QG». Залишив гурт у 2007 році.

## Концертна діяльність
Фестивальні майданчики 2001–2003 рр.:
- Фестиваль «Рок-точка 2001» (Донецьк, вересень 2001)
- Фестиваль " Нівроку 2001 " (Тернопіль, жовтень 2001)
- Фестиваль альтернативної музики (Артклуб «44», Київ, лютий 2002)
- Фестиваль «Екстримізм — 3» (Шоу-парк на Оболоні, Київ, липень 2002)
- День Незалежності (Контрактова площа, Київ, у рамках фестивалю «Чайка», серпень 2002)
- Таврійські ігри 2003 (м. Каховка, травень 2003)
- Казантип Megaparty (клуб «Праски», Київ, травень 2003)
- Фестиваль " Рок Екзистенція 2003 "
- День молоді 2003 (Майдан Незалежності, Київ, червень 2003)
- День міста Ялта 2003, (Ялта, липень 2003)
- Останній день «Помаранчевої революції» (Майдан Незалежності, Київ, грудень 2004)

## Дискографія
- Cosmo (2005)